# 大島健伸
大島 健伸（おおしま けんしん、1948年（昭和23年）2月26日 - ）は、大阪府豊中市出身の実業家。
SFCG創業者・元取締役会長。MAGねっと元取締役会長。
父は「ダンスホール新世紀」を経営していた大島正義。このホールは映画『Shall we ダンス?』の舞台になったことでも知られる。長男はMAGねっとホールディングス前社長の大島嘉仁。

## 来歴・人物

### 生い立ち
大阪市生野区で在日朝鮮人として生まれ2歳の時に一家はアメヤ横丁に引っ越した。父母が上京後、キャバレークラブを経営し成功を収め、1960年に「大島商事」を立ち上げると共に千駄木に移り住む。1965年に自身を含めた一族23人で日本へ帰化した。少年時代はひ弱だった反面、読書をたしなみ数多くの書物に触れたという。その後、明治大学付属中野高等学校を経て、慶應義塾大学商学部を首席で卒業した。

### 三井物産入社
1970年4月、大島健伸は三井物産に入社。電気機械部に配属された後、インドネシアへの海外研修生に選ばれ、インドネシア大学に語学留学を命じられた。卒業後はそのままジャカルタ支店に勤務し、化学品部門を担当した。プロジェクト推進のためにシンガポール人の銀行家から融資を受け、その際に「借りていただいてありがとう」との言葉とともに丁重な接待を受けた。これを転機に、大島健伸は自らもいずれは彼のような金融業を営もうと決意した。その時は、会社の金で家を借りて又貸しし多額の利益をあげたという。
1976年新春早々、大島健伸は大阪市淀川区出身で3歳下の女性と結婚した。

### 商工ファンド創業
1977年、大島健伸は三井物産を退社し、商工ローンの日栄（当時の社長は松田一男）で経験を積む。日栄を退社後、大島健伸は銀行の貸し渋りで資金調達に困る中小企業を相手に、商業手形を割り引いて資金を融通する商工ファンド（現・SFCG）を1978年12月に設立し、1979年2月より従業員5人で営業を開始した。
1989年8月30日、商工ファンドは店頭市場に上場した。この際に、商工ファンドを頂点とするコングロマリットを築き上げるべく、「102社構想」を長期的な目標として打ち出した。
1999年には、商工ファンドは東京証券取引所1部上場を果たし、102社構想を実現するためにマルマン（現・マジェスティ ゴルフ）やCSK・エレクトロニクス（現・MAGねっとホールディングス）を始めとする企業買収を進めた。
大島健伸は渋谷区松濤の豪邸に住み、1997年にはフォーブスの世界長者番付で61位に、続く1998年には174位にも入った。
しかし、その頃、日栄をはじめとする商工ローンの高金利、過剰貸付、脅迫的取立てなどが社会問題となり、テレビや新聞のニュースで報じられるようになった。
1999年12月、商工ファンド社長の大島健伸は参議院に証人喚問された。当時の大島健伸は社員に対して厳しいノルマを課し、朝会でなじられたことを苦に自殺した社員もいたと報じられたこともある。また、この時、日栄の社長の松田一男も参議院で証人喚問された。

### SFCG破産へ
商工ファンドは融資契約を結ぶ際に公正証書作成への白紙委任状を取る手法を用い、これを利用して給与や不動産の差押を行ったとされる。2002年に東京地方裁判所で行われた手形訴訟1,881件のうち約8割が商工ファンド関連で、裁判所から自粛要請を受けたと報じられたこともある。
2002年11月に同社の商号をSFCGに変更させた。
2005年11月に公正証書作成に白紙委任状をとる手法は重大な貸金業違反であるとみなされ、業務停止命令を受けた。2007年12月には改正貸金業法で両者をセットにした回収は禁止された。
リーマン・ブラザーズからの借入金が2007年10月に734億円あり、同社の破綻（リーマン・ショック）前に借入金を53億円まで減らしたものの金融機関からの貸し剥がし、貸し渋りで運転資金の調達ができなくなりSFCGを破綻させた。
2008年8月には大島健伸は自身へのそれまでの月額報酬2,000万円を9,700万円に増額したことが明らかとなっている。なおこの頃、移動にドイツの高級車マイバッハ（タイプ62・右ハンドル）を使用していた。
2009年2月、大島健伸はSFCGの社長を退任、その後民事再生法適用を申請した。SFCGの破産管財人は約2670億円の資産が親族会社へ流出したと指摘。
2009年6月、東京地方裁判所は破産管財人の請求通り損害賠償総額を約717億円とする決定を下した。
2009年6月16日、大島健伸は民事再生法違反（詐欺再生）や会社法違反（特別背任）、電磁的公正証書原本不実記録・同供用の容疑で逮捕された。
民事再生法適用2ヶ月前の2008年12月にSFCGが保有する約418億円の不動産担保ローン債権を、大島が支配する会社に実質的に無償で譲渡し、会社に損害を与えた等として懲役8年を求刑された。
2014年4月30日、東京地裁は「債権譲渡が実質的に無償だったとはいえない」として民事再生法違反と会社法違反について大島健伸を無罪とし、実際の譲渡日と異なる日付の登記申請をした電磁的公正証書原本不実記録・同供用罪について懲役1年6月執行猶予3年の有罪とした。
2016年3月28日、東京高裁は電磁的公正証書原本不実記録・同供用罪について「有罪の根拠とした元部下らの証言は不合理」として、大島健伸の全面無罪を言い渡した。

## 略歴
- 1970年 4月　三井物産に入社、1977年に退社
- 1978年12月　「商工ファンド」（現・SFCG）を設立、代表取締役社長
- 1981年 6月　ケン・エンタープライズ取締役
- 1999年12月　参議院財政金融委員会に証人喚問される。
- 2005年 9月　T・ZONEホールディングス（現・MAGねっと）取締役会長
- 2006年 7月　KEホールディングス代表取締役
- 2007年10月　マルマン取締役会長
- 2008年 6月　カーチス代表取締役会長
- 2009年 2月　SFCGが経営破綻

## 商工ファンド（SFCG）のビジネスモデル
商工ファンド（SFCG）の融資金の回収の特徴は、法律の知識を使って回収することである。商工ファンドは、「白紙委任状」と「公正証書」と「連帯保証人」の3点セットをいつも使い、いつでも強制執行できるように「強制執行認諾条項付公正証書」を用意して、必要な時に融資金の回収に使った。公正証書とは法務大臣から指名された公証人が作成する法律文書であり、これがあれば、裁判所の判決がなくても財産の差し押さえや強制執行をすることが日本の法律で認められている。また、商工ファンドの金銭消費貸借契約書の裏にはいつもカーボン紙を挟んだ委任状がセットしてあり、一般の顧客が融資契約にサインすると、自動的にカーボンの下に複写されて「委任状」が出来上がる仕組みになっていた。この「委任状」があれば債務者本人でなくても商工ファンドが公証人のところに行って「公正証書」を作成してもうことが可能である。商工ファンドはこうしたやり方で、「強制執行認諾条項付公正証書」を大量に作成し、融資金の返済を滞納した債務者・保証人たちの預金や給与を次々に差し押さえをしていった。この商工ファンドの回収方法は、いずれも日本の法律では合法であり、違法性は何もなかった。その為、日本の検察は、大島健伸を有罪に持っていくことができず裁判で敗北した。
また、商工ファンド（SFCG）の資金調達の内訳は、2009年2月23日時点での負債総額3380億円のうち、銀行借り入れなどの間接金融が3割、市場調達による直接金融が7割であった。
また商工ファンド（SFCG）が2008年10月に提出した有価証券報告書によると、同社の主な借入先は、リーマンブラザーズ、シティバンク、スタンダードチャータード銀行など外資系金融機関が中心であった。
2008年9月15日、アメリカの大手証券会社のリーマン・ブラザーズが米連邦破産法11条適用の申請を発表し、経営破綻した（「リーマンショック」「サブプライムローン危機」を参照）。この事件は、世界的な金融危機を巻き起こし、世界各国の株式市場は暴落し、為替相場では急激な円高が進んだ。また、世界の市場では大きな信用不安が起こり、他の外資系金融機関の経営に対しても市場から不安な目で見られるようになった。その結果、外資系金融機関は新たな融資に慎重になった。これは、当時の商工ファンド（SFCG）の経営にも大きな影響を与え、それまでのように外資系金融機関から資金調達ができなくなった。こうして、直接金融を7割としていた商工ファンド（SFCG）は経営に行き詰まり、2009年2月、経営破綻した。